# Jean-Pierre Posca
Jean-Pierre Posca (* 10. März 1952 in Colombier-Fontaine; † 1. Januar 2010) war ein französischer Fußballspieler.

## Karriere
Als Jugendspieler schloss sich der aus Ostfrankreich stammende Posca dem regionalen Profiklub FC Sochaux an, bei dem er im Verlauf der Saison 1970/71 auf einige Einsätze in der zweiten Mannschaft kam, die zu dieser Zeit in der zweiten Liga antrat. 1971 wurde er von Trainer Paul Barret als Ersatzmann für Albert Vanucci in die Erstligamannschaft berufen; in einer Mannschaft, die damals zu den stärksten des Landes zählte, spielte er jedoch nicht mehr als einige geringe Rolle, bis er nach mangelnden Leistungen des Teams zur Spielzeit 1973/74 in die erste Elf aufrückte. Nach dem Abgang wichtiger Konkurrenten verletzte sich Posca 1974 und hatte einige Zeit lang mit seinem Mannschaftskameraden Jean-Paul Pfertzel zu kämpfen, bevor er seinen Stammplatz sichern und im Verlauf weiterer Jahre verteidigen konnte.
Die späten 1970er-Jahre brachten dem Klub mittelmäßige Resultate ein, bis Posca mit der Mannschaft 1980 einen zweiten Tabellenplatz und damit die Vizemeisterschaft des Landes erreichte. Zudem qualifizierte er sich zum zweiten Mal nach 1976 für eine Teilnahme am UEFA-Pokal, wobei er mit Sochaux ins Halbfinale einzog und dort gegen den AZ Alkmaar scheiterte. Allerdings bildete sich nach dem guten internationalen Abschneiden ein stark besetzter Kader heraus, durch den der Spieler im Verlauf der Saison 1982/83 seinen Stammplatz einbüßte. Diesen Platz konnte er sich zurückerkämpfen, ehe er 1984 in die Reservemannschaft geschickt wurde. Für diese lief er ein Jahr lang auf und verließ Sochaux 1985 mit 33 Jahren nach 358 Erstligapartien und neun Toren sowie sieben Zweitligapartien und weiteren Einsätzen für die Reserveauswahl.
Er setzte seine Laufbahn beim Drittligisten Avignon Football fort, wo er von seinem früheren Teamkollegen Robert Pintenat trainiert wurde; 1986 kehrte er nach einem Jahr in der Drittklassigkeit dem Fußball endgültig den Rücken. Der Ex-Profi, der gemeinsam mit René Gardien Platz drei der Spieler des FC Sochaux mit den meisten Ligaeinsätzen für den Verein belegt, war später als Leiter einer Firma tätig, die Schwimmbäder verkaufte. Posca litt unter Krebs und starb 2010 nach langer Krankheit im Alter von 57 Jahren.